# 巴戈埃大區
9°31′N 6°29′W / 9.517°N 6.483°W
巴戈埃大區（Bagoué），是科特迪瓦的31個大區之一，位於該國北部，由薩瓦內區負責管轄，首府設於本賈利，始建於2011年，面積10,668平方公里，2014年人口375,687，人口密度每平方公里35人。